# زندگی خانوادگی
زندگی خانوادگی (لهستانی: Życie rodzinne) یک فیلم درام لهستانی به کارگردانی کشیشتف زانوسی است که در سال ۱۹۷۱ منتشر شد. این فیلم در جشنواره فیلم کن ۱۹۷۱ اکران شد و نمایندهٔ کشور لهستان جهت رقابت برای جایزه اسکار بهترین فیلم بین‌المللی در چهل و چهارمین دوره جوایز اسکار بود که به فهرست نهاییِ منتخبان راه نیافت.

## گزیدهٔ بازیگران
- دانیل اولبریخسکی
- مایا کوموروفسکا
- یان نووینسکی
- یان کرچمار
- هالینا میکووایسکا
- آنا میلفسکا
- یژی بینچیتسکی
- باربارا سووتیشیک
- آنا نخربتسکا
- کارول اشتراسبورگر